# Selección masculina de hockey sobre hierba de Francia

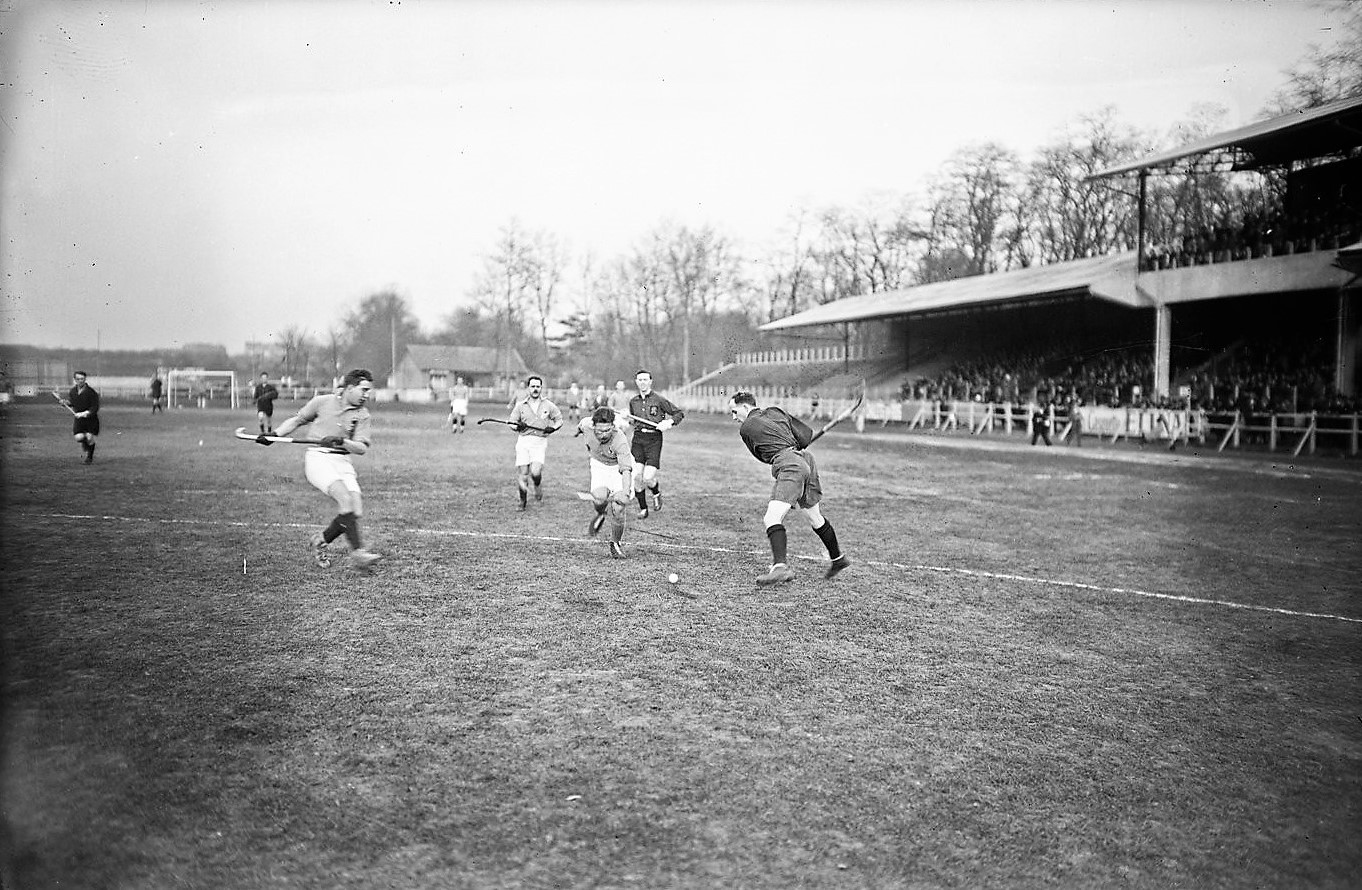
Partido de hockey sobre césped entre la selección de Francia y la selección de Bélgica en el estadio Porte Dorée el 27 de febrero de 1926.

La selección masculina de hockey sobre hierba de Francia es la selección que representa a Francia internacionalmente en competiciones de hockey sobre hierba.

## Resultados

### Juegos Olímpicos
- 1908: 6.ª plaza
- 1920: 4.ª plaza
- 1928: 5.ª plaza
- 1932: No participó
- 1936: 4.ª plaza
- 1948: 8.ª plaza
- 1952: 11.ª plaza
- 1956: No participó
- 1960: 10.ª plaza
- 1964: No participó
- 1968: 10.ª plaza
- 1972: 12.ª plaza
- 1976: No participó
- 1980: No participó
- 1984: No participó
- 1988: No participó
- 1992: No participó
- 1996: No participó
- 2000: No participó
- 2004: No participó
- 2008: No participó
- 2012: No participó
- 2016: No participó
- 2020: No participó
- 2024:

### Copa Mundial de hockey
- 1971: 7.ª plaza
- 1973: No participó
- 1975: No participó
- 1978: No participó
- 1982: No participó
- 1986: No participó
- 1990: 7.ª plaza
- 1994: No participó
- 1998: No participó
- 2002: No participó
- 2006: No participó
- 2010: No participó
- 2014: No participó
- 2018: 8.ª plaza
- 2023: 13.ª plaza

### Campeonato Europeo
- 1970: 4.ª plaza
- 1974: 6.ª plaza
- 1978: 7.ª plaza
- 1983: 6.ª plaza
- 1987: 11.ª plaza
- 1991: 6.ª plaza
- 1995: 12.ª plaza
- 1999: 7.ª plaza
- 2003: 5.ª plaza
- 2005: 5.ª plaza
- 2007: 6.ª plaza
- 2009: 6.ª plaza
- 2011: 8.ª plaza
- 2013: No participó
- 2015: 7.ª plaza
- 2017: No participó
- 2019: No participó
- 2021: 6.ª plaza
- 2023: